# Герб Морозовичів (Самбірський район)
Герб Морозовичів — офіційний символ села Морозовичі, Самбірського району Львівської області, затверджений 22 лютого 2001 року рішенням сесії Торчиновицької сільської ради.
Автор — А. Гречило.

## Опис
Щит перетятий ламано (М-подібно), у верхньому срібному полі зелена розетка, у нижньому зеленому — дві срібні розетки.

## Зміст
Геральдичні стилізовані розетки у срібному виконанні уособлюють сніжинки і вказують на назву села, а в зеленому уособлюють ялинові гілочки й характеризують багату місцеву природу. Ламане М-подібне ділення означає першу літеру з назви села та підкреслює його розташування на давньому торговому шляху в передгір’ї Карпат.